# Jacob Ramsey
Jacob Ramsey, född 28 maj 2001 i Birmingham, Storbritannien, är en engelsk fotbollsspelare (mittfältare) som spelar för Newcastle United. 

## Karriär
Jacob Ramsey började spela i Aston Villa när han var sex år gammal. När han var 17 år gammal, i januari 2019, skrev han på sitt första proffskontrakt med klubben. Kort därpå kom också hans seniordebut. I ligaderbyt mot West Bromwich Albion den 16 februari 2019 gjorde Ramsey ett inhopp med knappa halvtimmen kvar av matchen. Det blev inte några fler framträdanden under debutsäsongen men i maj mottog han priset som 'Academy Player of the Year' i Aston Villa.
Den 31 januari 2020 lånades Ramsey ut till Doncaster Rovers på ett låneavtal över resten av säsongen 2019/2020.
Den 17 augusti 2025 värvades Ramsey av Newcastle United.

## Karriärstatistik
| Klubb                  | Säsong             | Liga               | Liga    | Liga | FA-cupen | FA-cupen | Ligacupen | Ligacupen | Internationell cup | Internationell cup | Totalt  | Totalt |
| Klubb                  | Säsong             | Division           | Matcher | Mål  | Matcher  | Mål      | Matcher   | Mål       | Matcher            | Mål                | Matcher | Mål    |
| ---------------------- | ------------------ | ------------------ | ------- | ---- | -------- | -------- | --------- | --------- | ------------------ | ------------------ | ------- | ------ |
| Aston Villa            | 2018/2019          | Championship       | 1       | 0    | 0        | 0        | 0         | 0         | —                  | —                  | 1       | 0      |
| Aston Villa            | 2019/2020          | Premier League     | 0       | 0    | 1        | 0        | 1         | 0         | —                  | —                  | 2       | 0      |
| Aston Villa            | 2020/2021          | Premier League     | 22      | 0    | 0        | 0        | 3         | 0         | —                  | —                  | 25      | 0      |
| Aston Villa            | 2021/2022          | Premier League     | 34      | 6    | 1        | 0        | 0         | 0         | —                  | —                  | 35      | 6      |
| Aston Villa            | 2022/2023          | Premier League     | 35      | 6    | 1        | 0        | 2         | 0         | —                  | —                  | 38      | 6      |
| Aston Villa            | 2023/2024          | Premier League     | 16      | 1    | 2        | 0        | 0         | 0         | 3                  | 0                  | 21      | 1      |
| Aston Villa            | 2024/2025          | Premier League     | 29      | 1    | 5        | 2        | 1         | 0         | 10                 | 1                  | 45      | 4      |
| Aston Villa            | Totalt             | Totalt             | 137     | 14   | 10       | 2        | 7         | 0         | 13                 | 1                  | 167     | 17     |
| Doncaster Rovers (lån) | 2019/2020          | League One         | 7       | 3    | —        | —        | —         | —         | —                  | —                  | 7       | 3      |
| Totalt i karriären     | Totalt i karriären | Totalt i karriären | 144     | 17   | 10       | 2        | 7         | 0         | 13                 | 1                  | 174     | 20     |

1. ↑  Matcher i Uefa Europa Conference League
2. ↑  Matcher i Uefa Champions League